# ユーレ
ユーレまたはユーレー（仏: Hurét）はフランスの自転車部品メーカのひとつ。1920年代から1980年代中盤まで前後変速機、クランクセット、ハブ、フリーホイール、シートピラー、ブレーキなど多種製品を提供していた。

## 製品
主要な製品には、初期変速機である「ツール・ド・フランス」（Tour de France）や後期レース向け変速機「ジュビリー」（Jubilee）や「アルビー」（Allvit）、「サクセス」（Success）、ツーリング向けの「ドッパー」（Duopar）、「エコー」（Eco）などがある。機械式サイクルメーターなども作っており、レース向け高級モデルから普及品までをカバーする総合メーカーであった。

## 歴史
1980年代後半、自転車用チェーン製造のセディス、ハブ、フリーホイール製造のマイヨールなどとともにZFザックスに買収統合されたが、その後しばらくは「ザックス-ユーレ」（Sachs-Huret）のダブルネームで以前の変速機シリーズが提供された。ザックス-ユーレで提供されたシリーズにはサクセス、ライヴァル（Rival）、ドッパーのほかマウンテンバイク (MTB) 向けコンポーネントであった「セントラ」（Centra）、「クォーツ」（Quartz）などがある。
1997年にザックスの自転車部門はSRAMに買収され、ユーレのブランドは消えることになる。ザックス-ユーレのブランド名であったセントラ、クォーツはSRAMに引き継がれたが、それは名前だけのものであった。SRAMは2006年からロード向け自転車部品の供給を本格的に始めることになり、セカンドグレードの名前として以前ザックス-ユーレのダブルネーム下に提供されていたライヴァルの名称が復活した。
ユーレ製品の画像
- Hurét Svettoの後ろ変速機
- Hurét vitessesの後ろ変速機
- ジュビリー前変速機とT.A.社のクランクセット

ユーレ関連の画像